# 哈德勒斯
哈德勒斯是奥地利下奥地利州霍拉布伦县的一个市镇。总面积34.5平方公里，总人口1700人，人口密度49.3人/平方公里（2005年）。